# Edip král (Kovařovic)
Edip král je parodistická opereta českého skladatele Karla Kovařovice na libreto Josefa Václava Sládka a Augusta Vojtěcha Nevšímala. Měla premiéru v amatérském provedení dne 19. března 1894 na Žofíně v Praze.

## Vznik, charakteristika a historie
Původní krátkou veršovanou hru parodující Sofoklovu antickou tragédii o Oidipovi napsali pro časopis Paleček roku 1873 J. S. Zbirovský (pseudonym básníka Josefa Václava Sládka a humorista August Vojtěch Nevšímal (1847–1916).
O dvacet let později byl na toto téma upozorněn výbor zpěváckého spolku „Paraplé“, což byl zábavní spolek složený převážně z členů seriózního pražského Hlaholu, který pořádal každý rok dobročinnou zábavu ve prospěch Hlaholu zvanou „Pod deštníkem“. Rozhodl se objednat zhudebněnou verzi této hry pro pořadově sedmou zábavu „Pod deštníkem“ nebo „Liják“, která se konala v paláci na Žofíně 19. března 1894.
August Nevšímal pro tuto příležitost původní text upravil (Sládek se na této úpravě nepodílel a není uváděn, ani pseudonymně, jako spoluautor tištěného libreta). V této verzi byla poněkud zmírněna nejhrubější místa a odstraněny odkazy na časopis Paleček; zato finální scéna s proměnou královny Jokasty v deštník, která jako by odkazovala konkrétně na název slavnosti, byla již v původní verzi. Autor hudby se nejprve skrýval pod průhledným pseudonymem „Karel Lešetínský-ovič“, který byl následně odložen ve prospěch pravého jména. Zpěv obstarali členové pražského Hlaholu a na klavír je doprovodil inženýr Holub.
Edip král měl již o generální zkoušce a pak při samotné slavnosti velký divácký ohlas. Národní listy psaly: „[O]perou získáno letošnímu programu číslo skvostné a v každém ohledu obdivuhodné. Text, hudba i provedení závodí tu úspěšně o uznání. Znamenitý a na humoristické scény bohatý text Nevšímalův nemohl se dostati do rukou povolanějšího skladatele hudebního, než se stalo v tomto případě. Co tu rozmanitých průvodů, výstupů a scén. Mistrovská ruka komponistova karakterisuje nad pomýšlení šťastně.“ Po premiéře pak Národní listy opět chválily výjimečně podařené libreto a hudbu, která je „opravdu zdařilým, veselým kouskem skladatelského rozmaru“, a referovaly, že obecenstvo „přijalo premiéru přímo s bouřlivou pochvalou a volalo účinkující, skladatele, autora libretta a nevíme koho ještě“. Již předem ostatně Národní politika tvrdila, že „[j]ak slova tak i hudba oplývají podařenými a přímo skvostnými místy, text od počátku do konce humoristický jak slovy tak i dějem, a hudba mistrovská, závodící úspěšně s nejlepšími moderními operetami z větších jevišť“. Pro velký úspěch se musel prakticky celý program slavnosti včetně Edipa krále opakovat ještě 2. dubna 1894.
Ohledně díla však vznikl autorskoprávní spor. Edipa krále totiž o rok dříve zpracoval učitel a skladatel populární hudby Roman Nejedlý a premiéra jeho verze s podtitulem „nekrvavá tragedie o 4 jednáních se začátkem a koncem“ se konala v Litomyšli 18. května 1893. Podle Nejedlého vyjádření si výbor pro slavnost „Pod deštníkem“ vyžádal v říjnu 1893 jeho rukopis pro posouzení, zda operu neprovést při nadcházející slavnosti, nakonec však odkoupil od Nevšímala upravené libreto, požádal o kompozici Kovařovice a vrátil partituru Nejedlému s požadavkem, aby svou verzi nadále neprovozoval. Nejedlý nakonec dohodou s Nevšímalem získal rovněž provozovací práva, ale existence konkurenční verze známého Kovařovice provedené v Praze šance jeho díla značně snížila.
K rozšíření Kovařovicovy verze Edipa krále přispěla i skutečnost, že bylo znovu vytištěno její libreto a roku 1895 byl v nakladatelství J. Otty vydán její klavírní výtah. Časopis Jeviště ho doporučoval s těmito slovy ohledně Kovařovicovy hudby: „Pikantní rhytmy, vtipně vypředené nápady, smavé, do skoku rozehrávající melodie jsou Kovařovicovou specialitou. Veselá musa hudební nemá tou dobou nad něj šťastnějšího u nás pěstitele.“ Současně ji doporučoval jiným pěveckým jednotám a družinám, protože „komedie tato je srozumitelná a pochopitelná každému, nepředpokládajíc u diváka žádné znalosti řeckých klassiků, tak jest jednoduchá, že její studování a scenování nepůsobí valných obtíží.“
Do první světové války jsou pak doložena četná nastudování ochotnickými a zpěváckými spolky. Naopak Nejedlého verze Edipa, která nebyla komerčně dostupná, se ve větší míře neprosadila. Později jsou zprávy o jejím uvedení mnohem řidší, ještě krátce po skončení druhé světové války však uvedly Kovařovicova Edipa krále divadelní spolek besedy a junácký oddíl v Letovicích.
Autoři nazvali Edipa krále „operetou“ kvůli malému rozsahu, parodickému námětu a hudební nenáročnosti. Neobsahuje však mluvené pasáže, pouze zpívané, a proto se technicky jedná o operu.

## Osoby
- Lájos, král thébský
- Jokasta, jeho paní
- Edip, syn obou, darebák
- Pastýř, vychovatel Edipův
- Pythia, prorokyně
- Sfinx, obluda
- Zelenářky, hlas lidu
- Profesor lékařství
- Dvořané, strážníci, ženy a muži obojího pohlaví, vagabundi, baletky, medikové ochranné stanice, funebráci atd.

## Děj
Místo děje jako v Sofoklově stejnojmenné tragédii.

### Předehra – Edipova planeta
(Královská síň) Thébský král Lájos ohlašuje dvořanům narození svého syna, prince Edipa. Dvořané jásají, neboť tuší bujarou oslavu, a blahopřejí i matce, královně Jokastě, jež přináší kojence v náručí. O radostné novině se v tisku dočetla i kartářka Pythia a přináší nabídnout princi číst planetu. Lájos ji s potěšením prosí, aby vyložila své orákulum, a Jokasta jí slibuje odměnu („kafé, tabák, novou pykslu, ňákou sukni“). Ale Pythia věští, že mladý pán se stane velkým flámou, zabije otce a ještě se ožení s panímámou. Jokasta omdlévá, dvůr upadá do zmatku, zatímco Pythia inkasuje odměnu a vytratí se. Lájos nadává na Pythii – beztak najatou demokraty – a osudné nemluvně vyhodí oknem.

### Jednání I. – Edipova otcovražda
(Hospoda na venku) Spolek vagabundů v čele s mladým Edipem popíjí a prozpěvuje v hospodě. Přibelhá se Pythia a nabízí věštění z ruky, ale když Edipovi zaprorokuje totéž, co tehdá jeho otci, pijani Pythii vyženou. Edip chce opustit své domnělé rodiče, aby nevystavil otce nebezpečí, že ho zabije, a sebe nebezpečí, že si ho vezme jeho máti. Edipův pěstoun, pastýř, dorazí do hospody. Když od Edipa slyší obsah věštby, vysvětlí mu, že není jeho pravým otcem – nalezl Edipa coby pohozené děcko kdysi v Thébách. Jinak však má Edipův záměr odejít a nikdy se nevrátit za vynikající předsevzetí.
Až na Edipa všichni odejdou, venku nastane bouře. Vstupuje Lájos, kterému se právě před hospodou zlámala na kočáře vůj. Nabídne Edipovi partii mariáše, ale když Edip vyhraje, Lájos se durdí, že mladík fixloval. Edip se nad tím nařčením rozčílí a oba se dají do rvačky. Když po první facce padne Lájos mrtev k zemi, Edip se rychle klidí, než se dostaví policajti.

### Jednání II. – Edip a Sfinx
(Náměstí v Thébách) Zelenářky si na trhu vyprávějí, že v Thébách je to teď samý skandál – zabili krále Lájose a navíc se tu objevila potvora Sfinx, která dává lidem rébusy, a kdo neuhodne, toho roztrhá. Dnes navíc padl hádací los na královnu a státní rada se usnesla, že kdo Sfinžinu hádanku rozluští, dostane říši a královnu za ženu. Edip to zaslechne a hned si usmyslí, že se o to pokusí. Královna Jokasta přichází ve smutečním průvodu a naříká, Sfinx už vychvaluje svou zaručeně čerstvou hádanku, ale Edip se ohlásí a uhodne (řešení zní „viks“). Sfinx je poražena a propadá se, zatímco Jokasta a Edip cukrují. Lid provolává Edipa králem.

### Jednání III. – Edipův konec
(Náměstí v Thébách) Zelenářky si stěžují, že od té doby, co se Edip stal králem, dějí se samá neštěstí: okurky se scvrkly, ovoce zčervivělo a podobně. Stýskají si samotnému Edipovi a ten dává poslat pro Pythii. Přísahá bohům, že viníka nehod potrestá smrtí, ale Pythia věští, že za neštěstí může sám král – darebák. Vysvětluje pak jeho osud. Lid je jejími odhaleními otřesen, ba i Edip se pod dojmem svých zločinů zastřelí. Královna Jokasta přichází v doprovodu lékařů a truchlí nad jeho tělem. Přemýšlí, zda by se měla potřetí vdát, ale medikové i lid jí radí, aby raději také skonala. Jokasta souhlasí, přeje si však zemřít „moderně a vědecky“. Profesor a jemu podřízení medikové provádějí eutanazii „podle Darwina“ a za plentou přemění Jokastu na deštník. Zelenářky jako vox populi shrnují mravní ponaučení z příběhu: „Nezabíjejte tatínky, za choť neberte maminky.“